# Eptazina
La eptazina o tri-s-triazina è un composto organico con formula C6N7H3, costituito dalla fusione di tre unità s-triazina. In condizioni normali è un solido giallo, debolmente fluorescente, solubile in solventi organici ma decomposto dall'acqua in presenza di luce.
Il nome eptazina è utilizzato anche per i suoi derivati, dove i tre idrogeni sono stati sostituiti da altri gruppi funzionali. Oligomeri e polimeri dell'eptazina sono stati scoperti già nel 19º secolo, ma il loro studio è stato a lungo ostacolato dalla loro generale insolubilità. Questi composti sono usati come ritardanti di fiamma. I derivati dell'eptazina sono diventati oggetto di interesse per potenziali applicazioni in materiali per ottica non lineare, esplosivi, e per la costruzione di metal organic frameworks.

## Storia
In un articolo pubblicato nel 1835 Justus von Liebig riporta che Jöns Jacob Berzelius scoprì che l'accensione del tiocianato mercurico Hg(SCN)2 produceva H2S, acido cianidrico HCN, e un residuo giallo insolubile. Liebig esaminò questo residuo e ne definì la composizione come (C2N3H)n attribuendogli il nome melone. Negli anni seguenti Leopold Gmelin e Wilhelm Henneberg prepararono altri composti correlati con quelli preparati da Liebig, chiamandoli melonati e ciamelurati.
La struttura di questi composti fu chiarita solo nel 1937 da Linus Pauling e James Holmes Sturdivant. Tramite misure di cristallografia a raggi X stabilirono che i composti contenevano un nucleo C6N7 di anelli triazinici fusi, che chiamarono "nucleo ciamelurico". La sintesi dell'eptazina vera e propria è stata descritta solo nel 1982.

## Struttura molecolare e configurazione elettronica
L'eptazina cristallizza nel sistema ortorombico, gruppo spaziale Pbca, con costanti di reticolo a = 722,5 pm, b = 2719,3 pm, c = 1385,8 pm, 16 unità di formula per cella elementare. La molecola risulta planare.
Secondo Pauling e Sturdivant, il modo migliore di descrivere la configurazione elettronica dell'eptazina è tramite 20 diverse strutture di risonanza, rappresentate nell'immagine successiva. Nelle ultime tre strutture ci sono 6 possibilità distinte dovute a rotazione e inversione speculare della molecola.
Calcoli teorici indicano che nell'eptazina e in alcuni suoi derivati il più basso stato eccitato di tripletto (T1) sia situato ad energia maggiore del più basso singoletto eccitato (S1). È stato quindi sostenuto che l'eptazina costituisca il primo esempio di molecola organica a guscio chiuso che viola la prima regola di Hund.